# Christine Tell
Pour les articles homonymes, voir Tell.
Christine Tell est une femme politique provinciale canadienne de la Saskatchewan. Elle représente la circonscription de Regina Wascana Plains à titre de députée du Parti saskatchewanais de 2011 à 2024.

## Biographie
Née a Regina, Tell gradue de la Wascana Institute (SIAST) et obtient un diplôme en infirmerie. Après avoir brièvement travaillé en service psychiatrique, elle se joint au Service de police de Saskatoon et gradue du Saskatchewan Police College avec lesquels elle travaille pendant 3 ans. De retour à Regina en 1983, elle est embauchée par le Service de police de Regina et atteint le rang de sergente.
Durant cette période, elle travaille comme présidente de l'Association de policiers de Regina durant six ans.
Profitant d'un congé sans solde, elle entame sa carrière politique avec son élection en 2007. Elle est réélue en 2011 et en 2016.
En janvier 2020, il est relevé que la compagnie dont le fils de Tell est propriétaire loue un bâtiment avec un loyer appartenant au gouvernement sous l'évaluation du marché. Tell a alors demandé une investigation de la Commissaire à l'éthique (Conflict of Interest Commissionner), demande également formulée par l'Opposition officielle dirigée par le Nouveau Parti démocratique de la Saskatchewan.